# Biserica de lemn din Mușetești-Sârbești

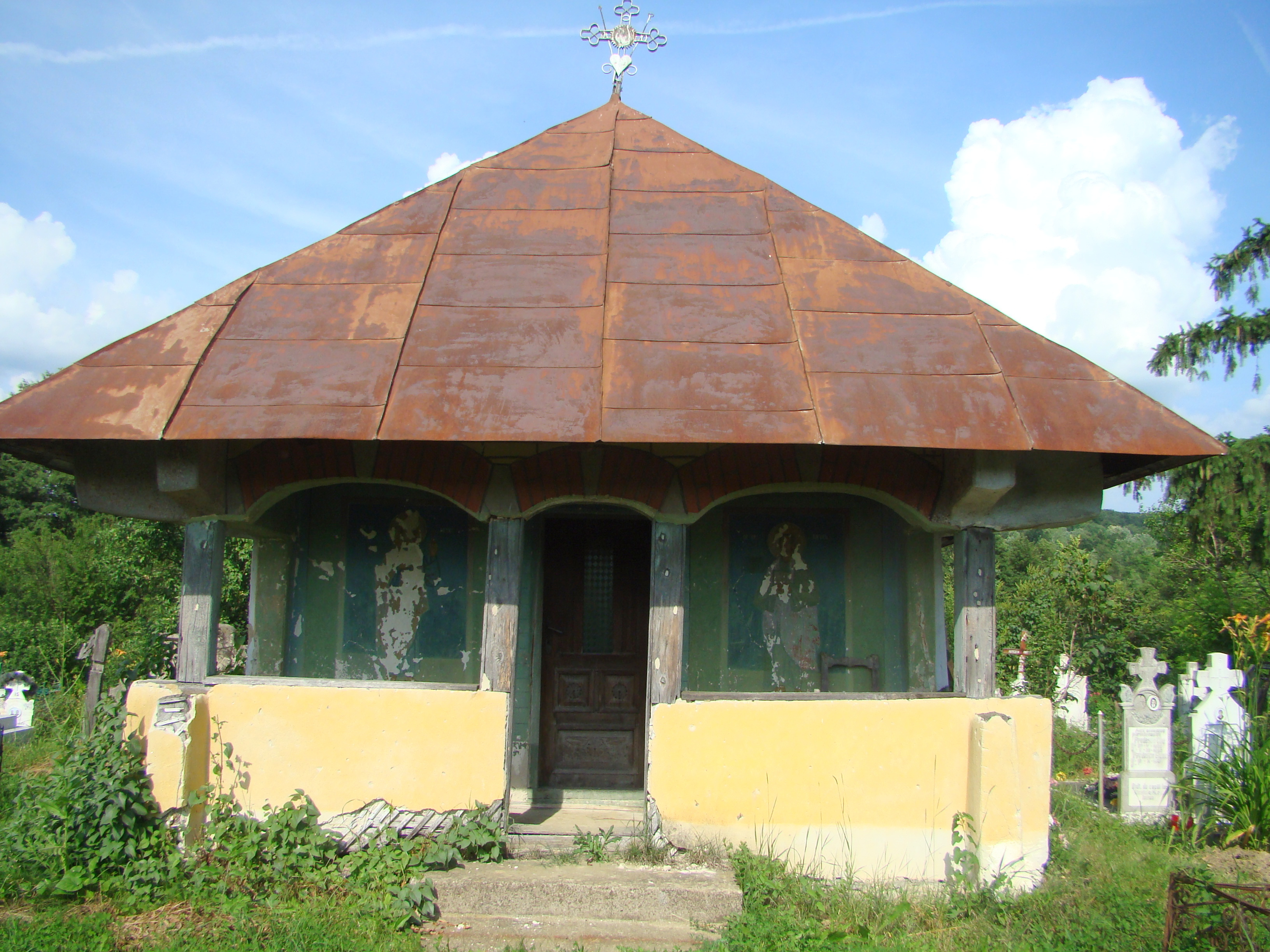
Biserica de lemn din fostul sat Sârbești, comuna Mușetești, județul Gorj, foto: iunie 2018.

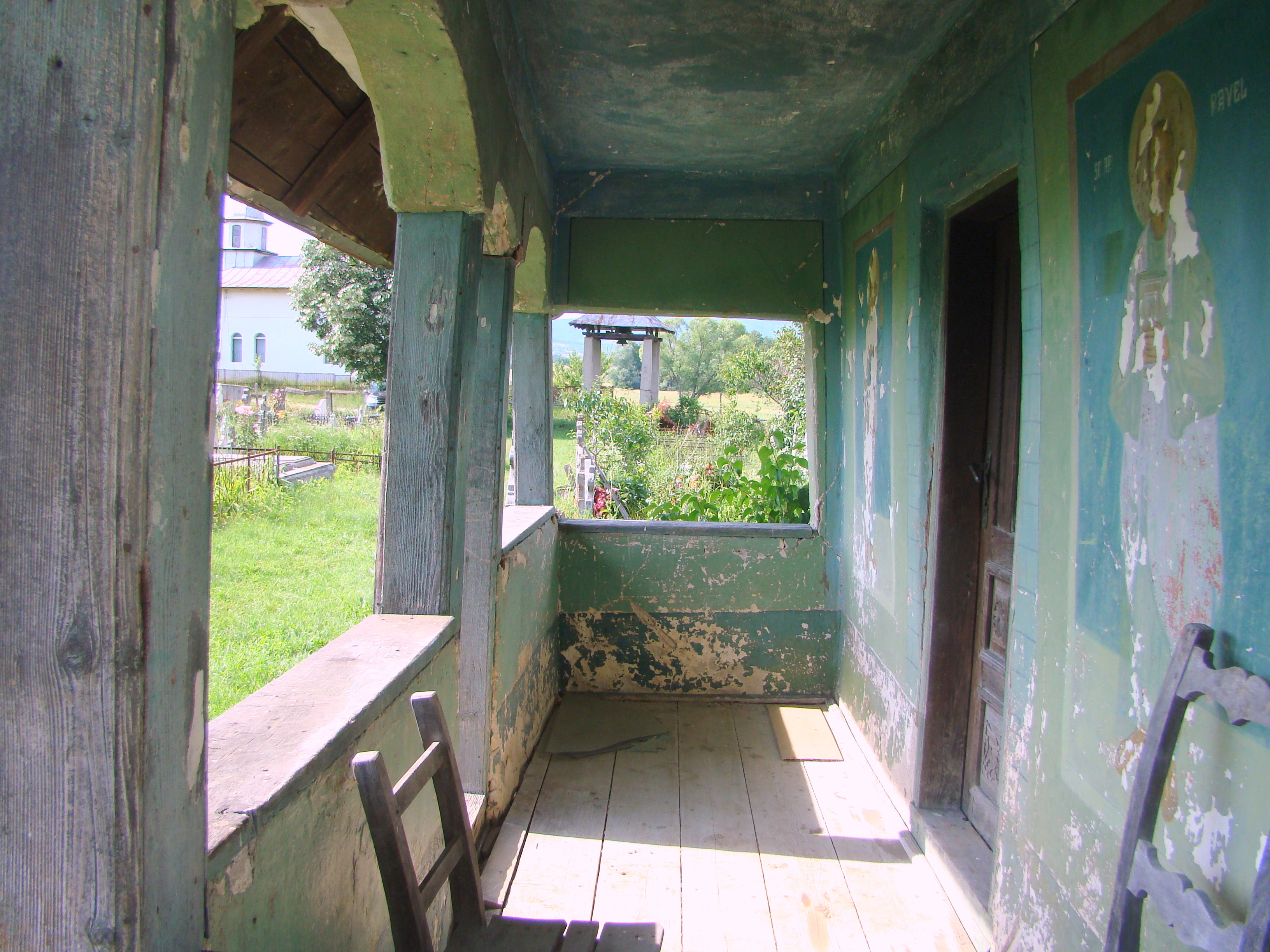
Pridvorul

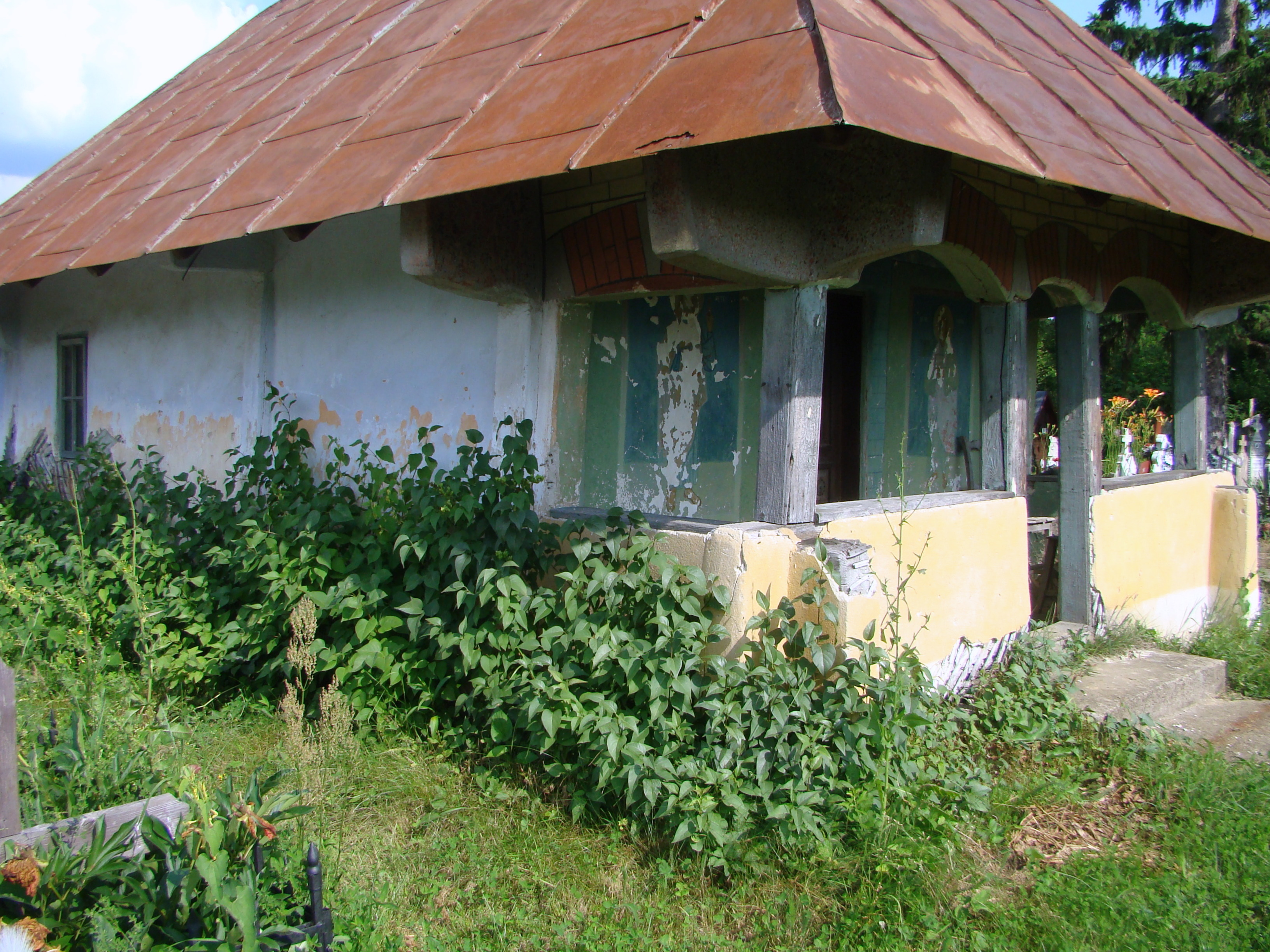
Butea bisericii

Biserica de lemn din fostul sat Sârbești, comuna Mușetești, județul Gorj, are hramul „Sfântul Ierarh Nicolae”. Anul edificării lăcașului de cult este 1760. Biserica se află pe lista monumentelor istorice sub codul LMI:  GJ-II-m-B-09252. Pe lista oficială biserica este trecută eronat ca aparținând din punct de vedere administrativ de orașul Bumbești-Jiu.

## Istoric și trăsături
Biserica de lemn cu hramul „Sfântul Ierarh Nicolae” străjuiește cimitirul vechi al fostului sat Sârbești. Există foarte puține referințe bibliografice despre trecutul acestei biserici. Singura biserică pomenită de catagrafiile secolului al XIX-lea (1840, 1845) este cea cu hramul „Sfinții Îngeri” construită la 1750 de vistierul Dinu Bălteanu.
Biserica nu mai slujește cultului și are ca principale trăsături nava dreptunghiulară, fără clopotniță peste acoperișul de tablă (o altă  dovadă în favoarea datării bisericii în secolul XVIII). Exteriorul este tencuit, inclusiv consolele. Pe latura vestică este adosat un pridvor deschis, susținut de stâlpi. În cimitir se remarcă prezența câtorva cruci vechi de piatră.

## Imagini

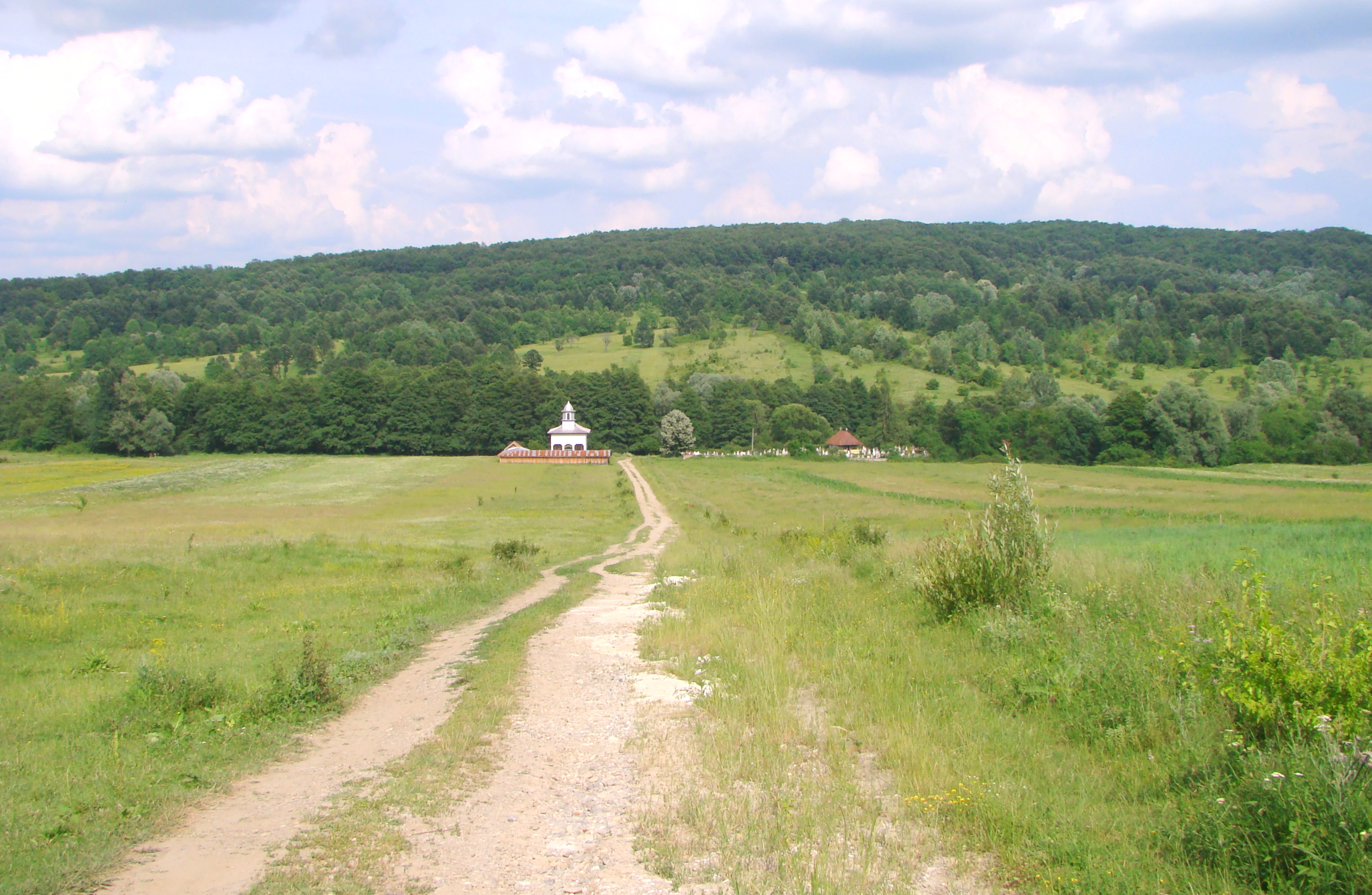
Fostul sat Sârbești din depărtare: biserica de zid în partea stângă, biserica de lemn şi cimitirul în partea dreaptă
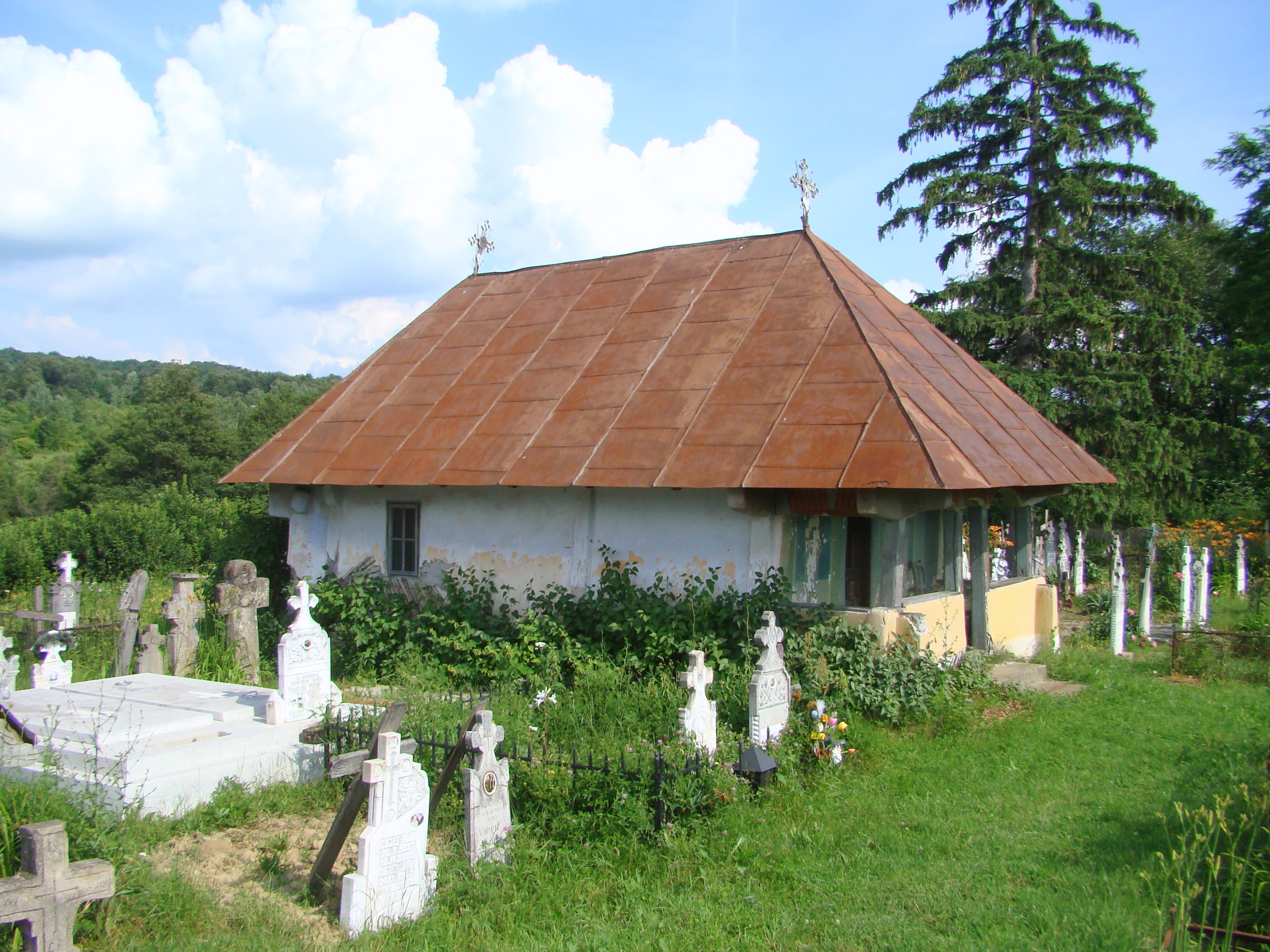
Biserica (nord-vest)
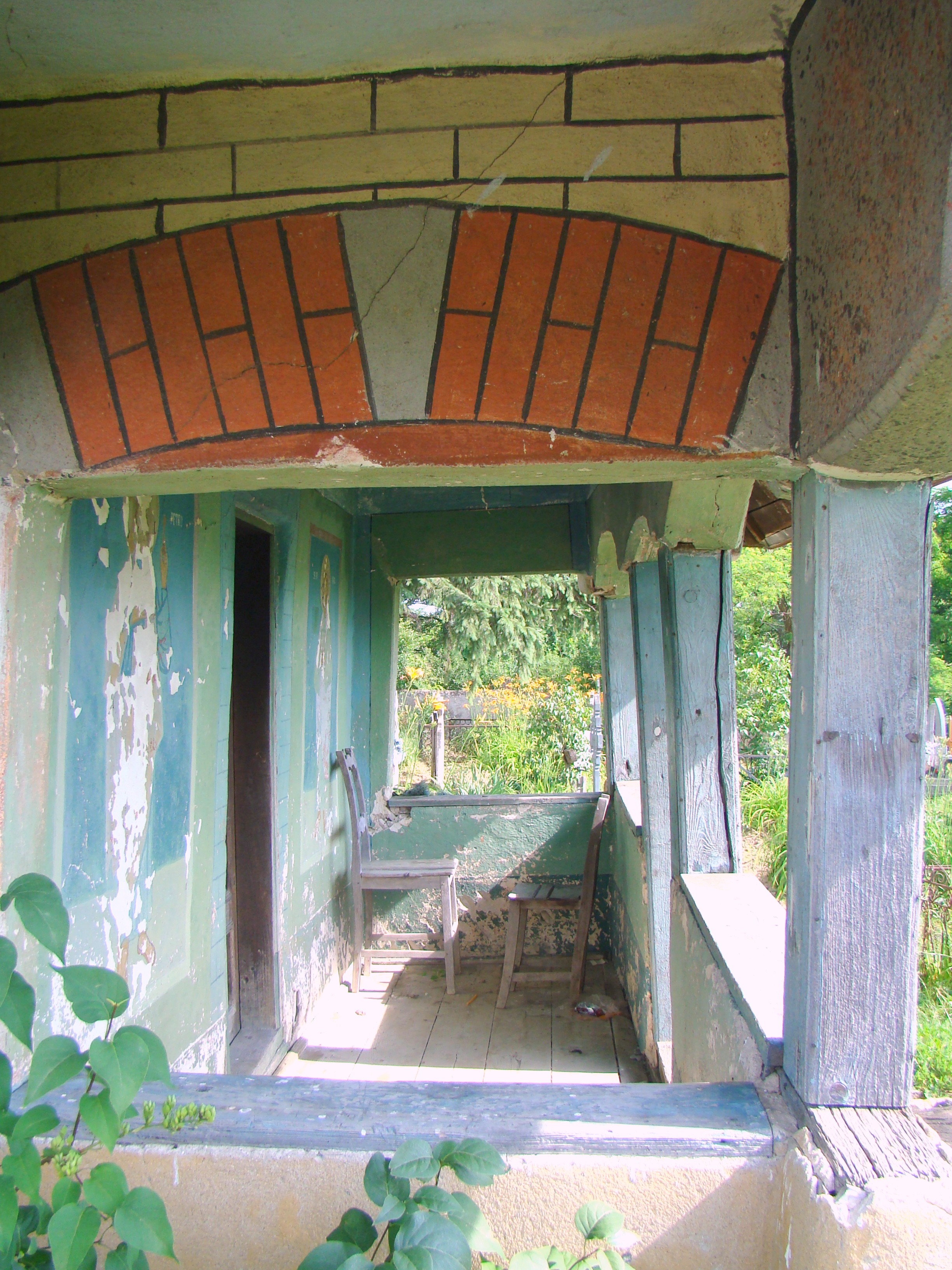
Pridvorul
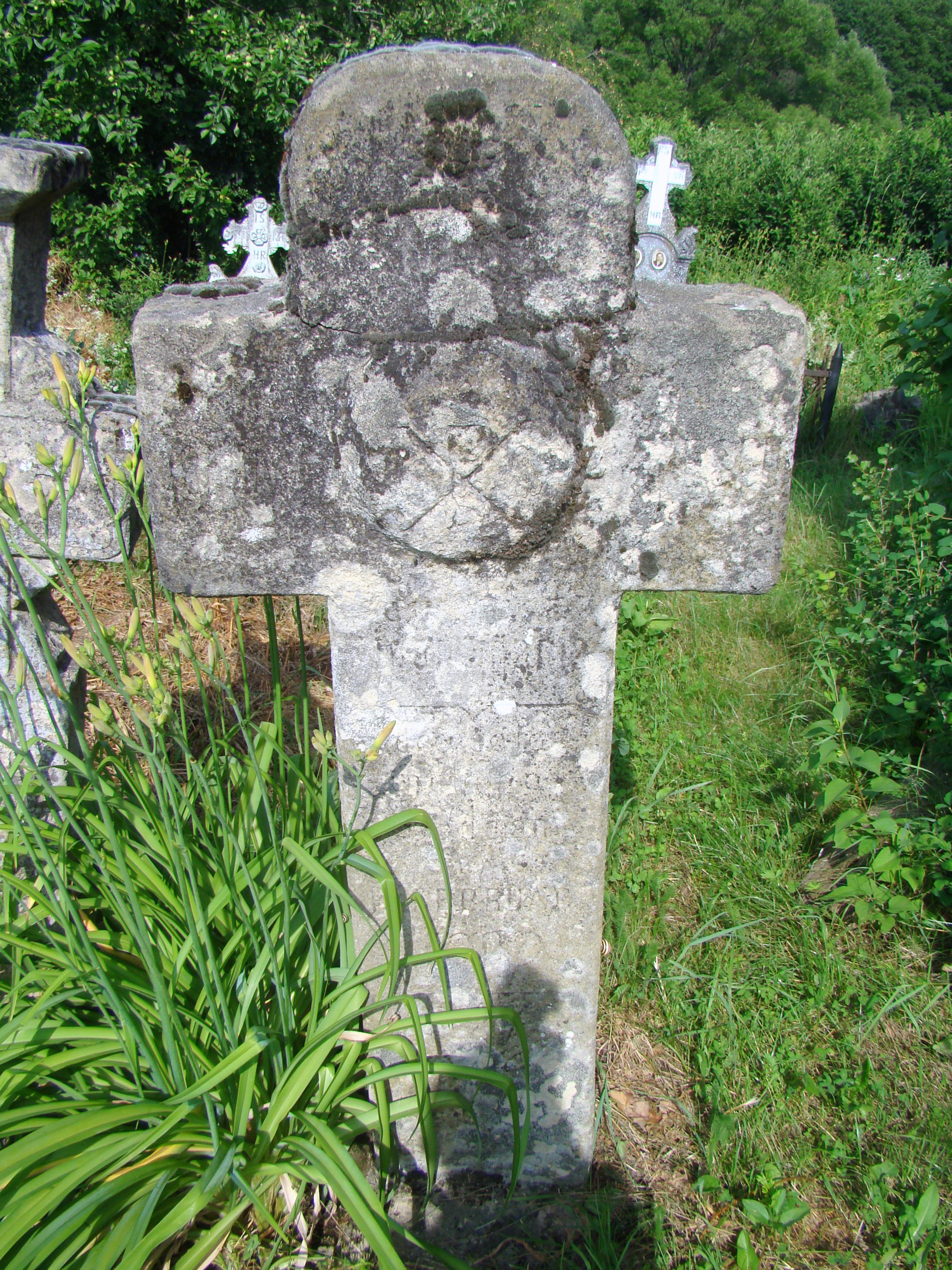
Cruce veche de piatră
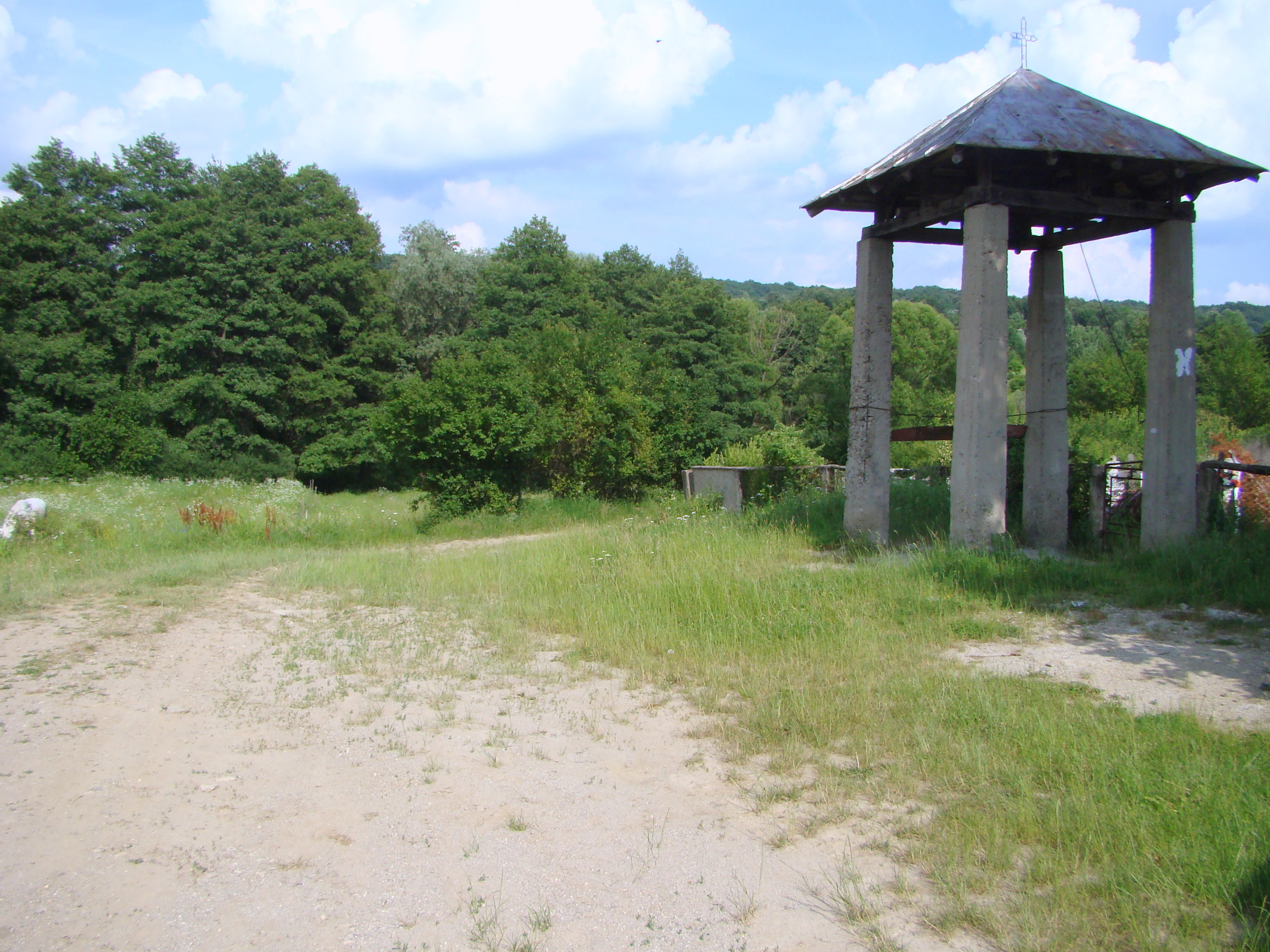
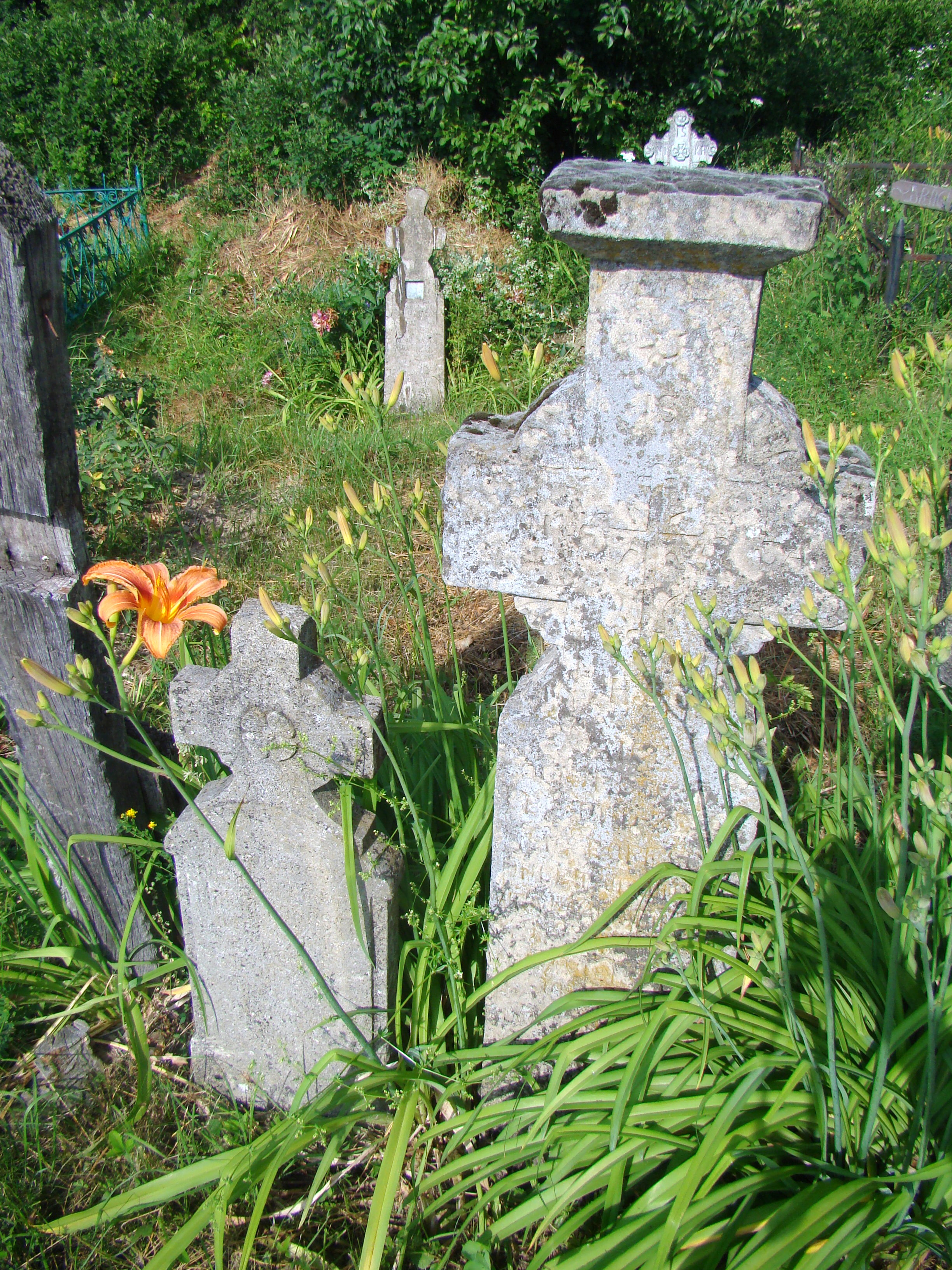
Cruce veche de piatră
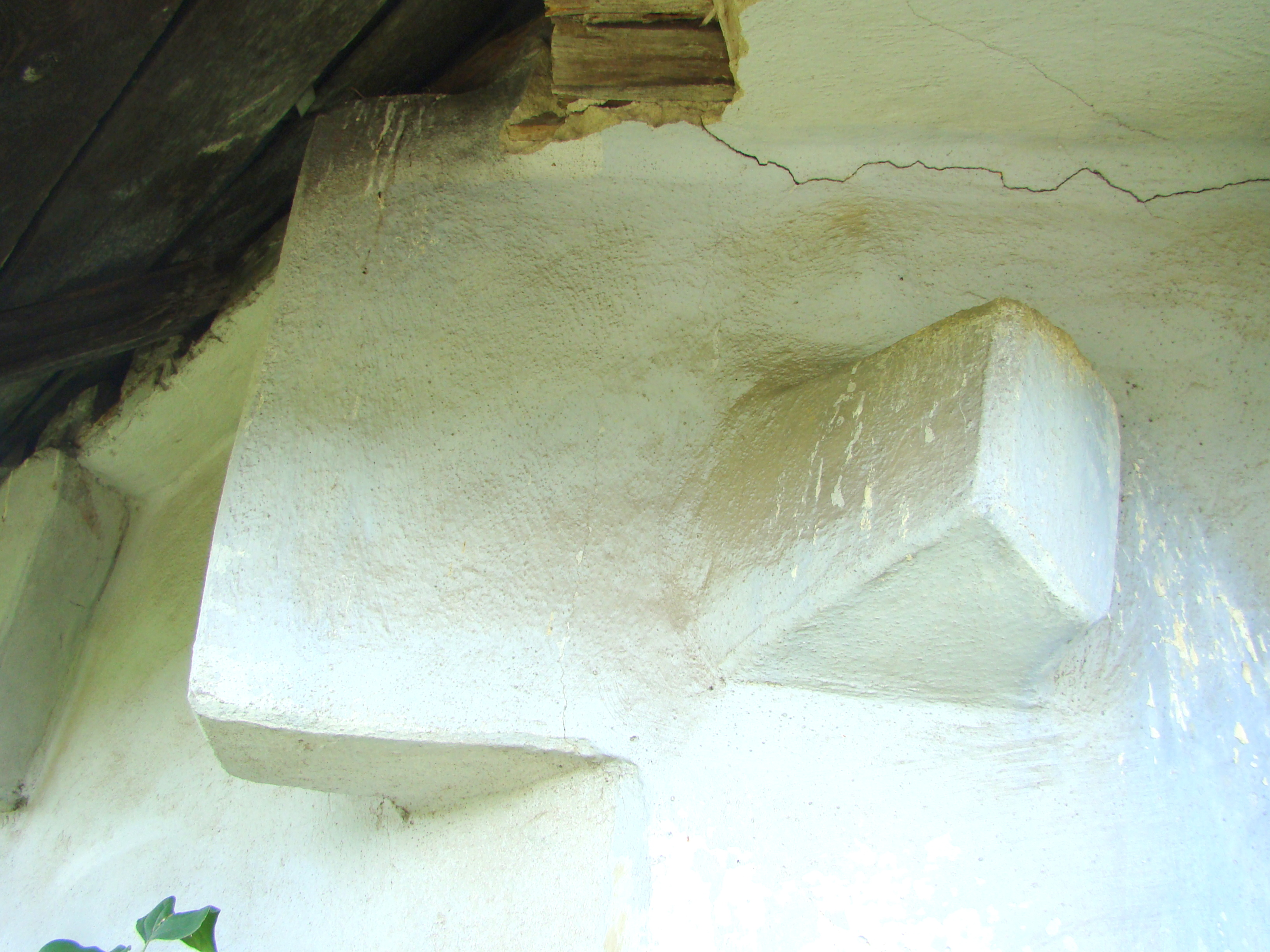
Console
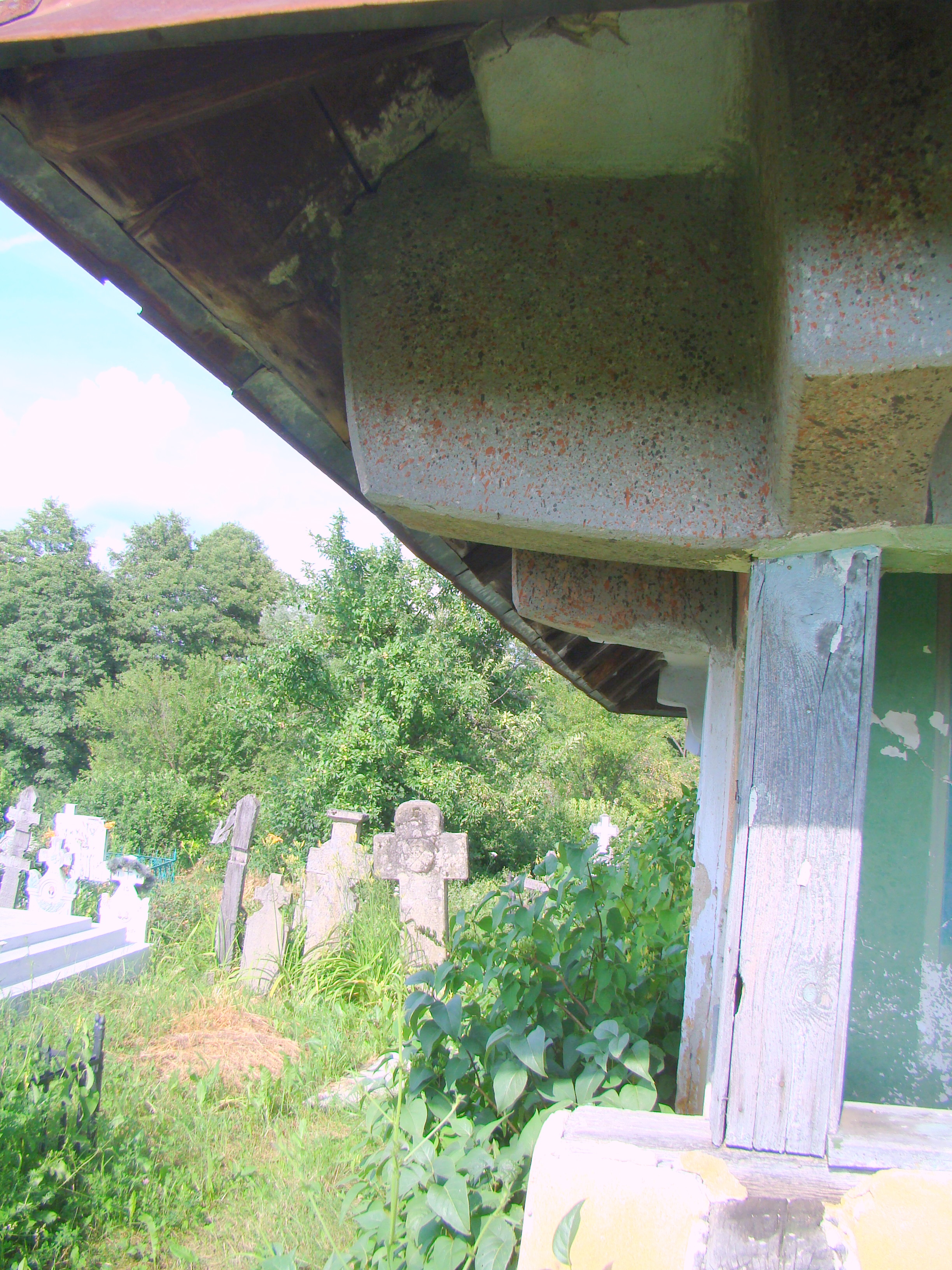
Stâlp şi console la pridvor
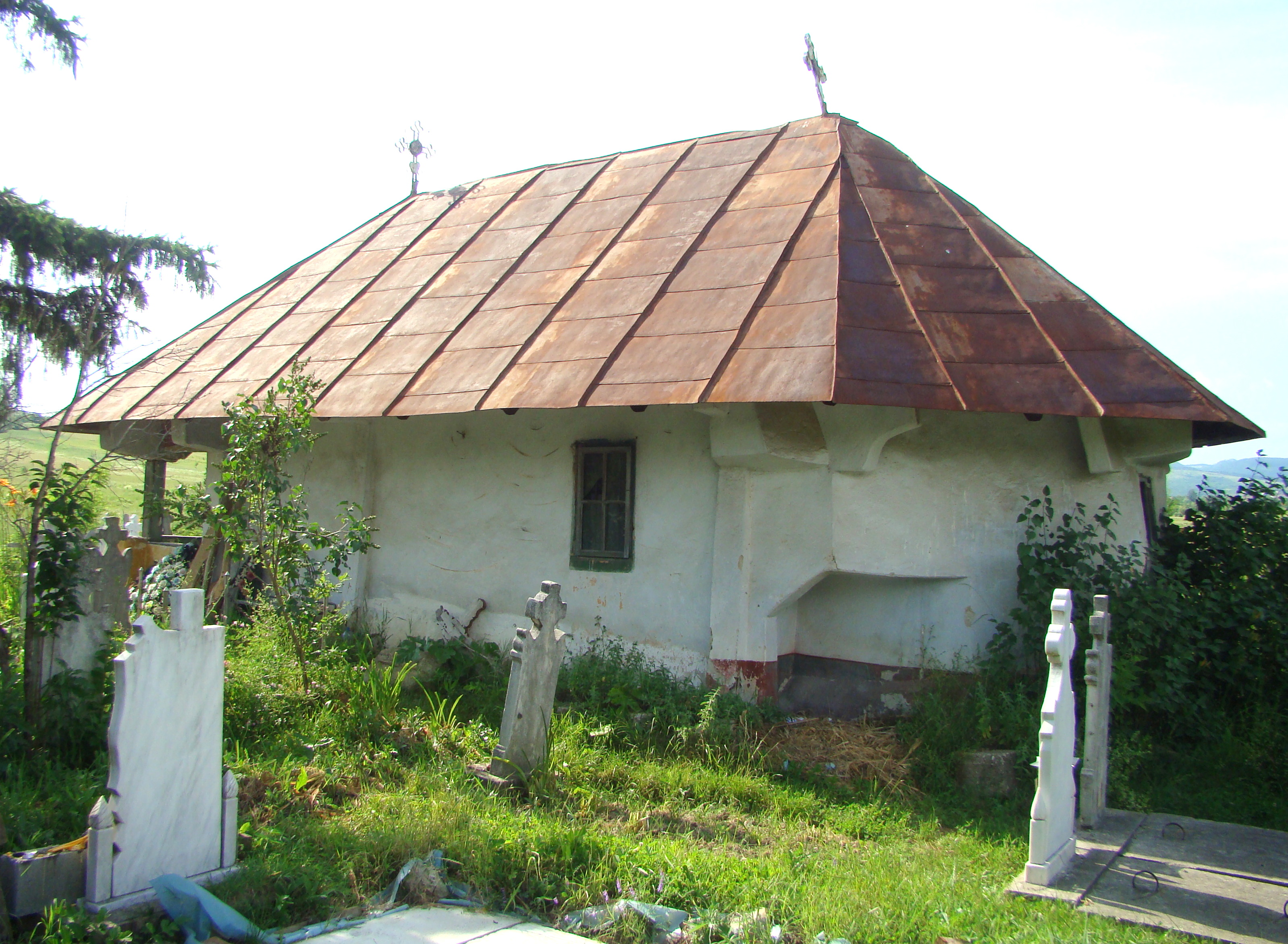
Biserica (sud-est)
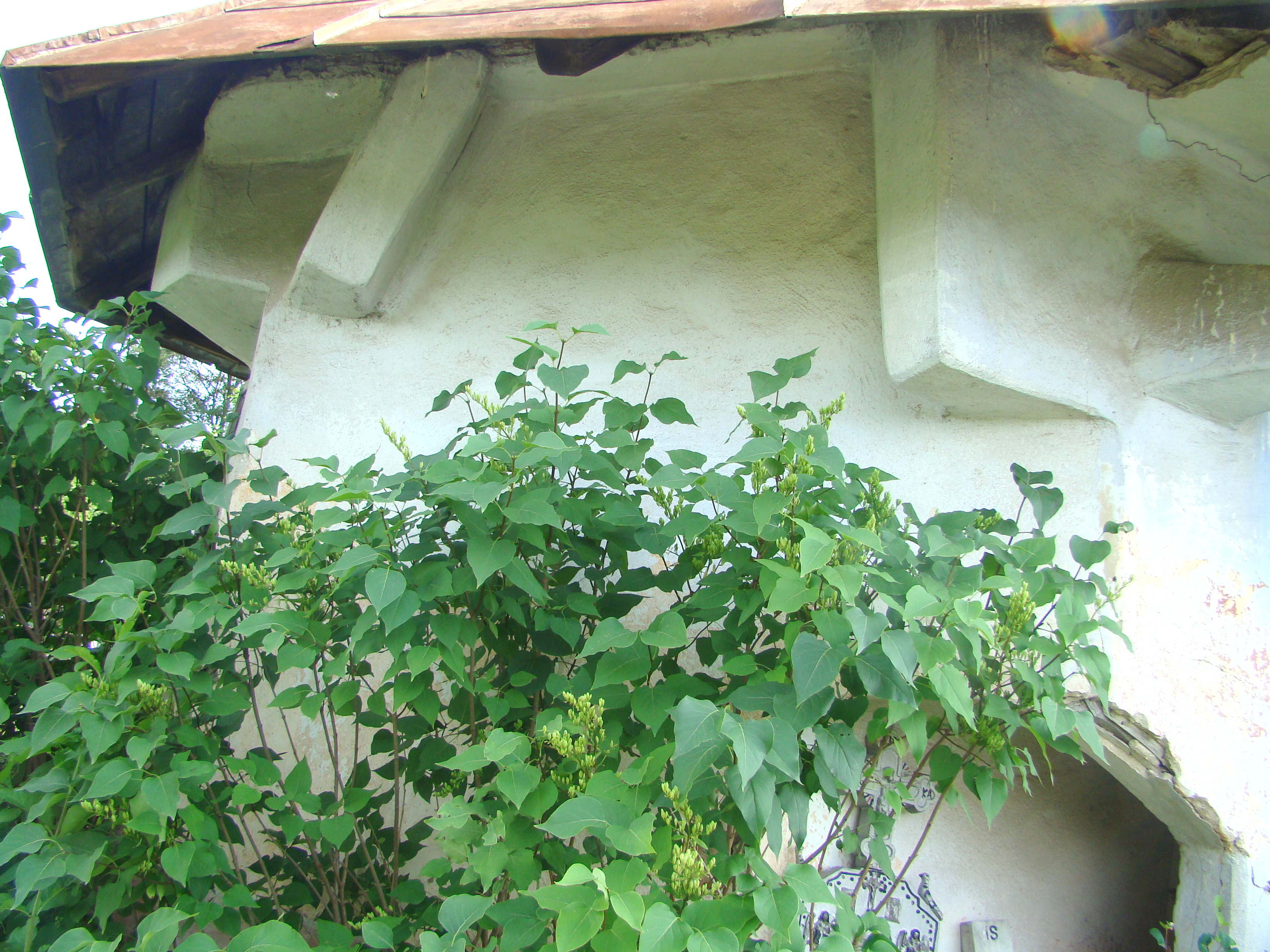
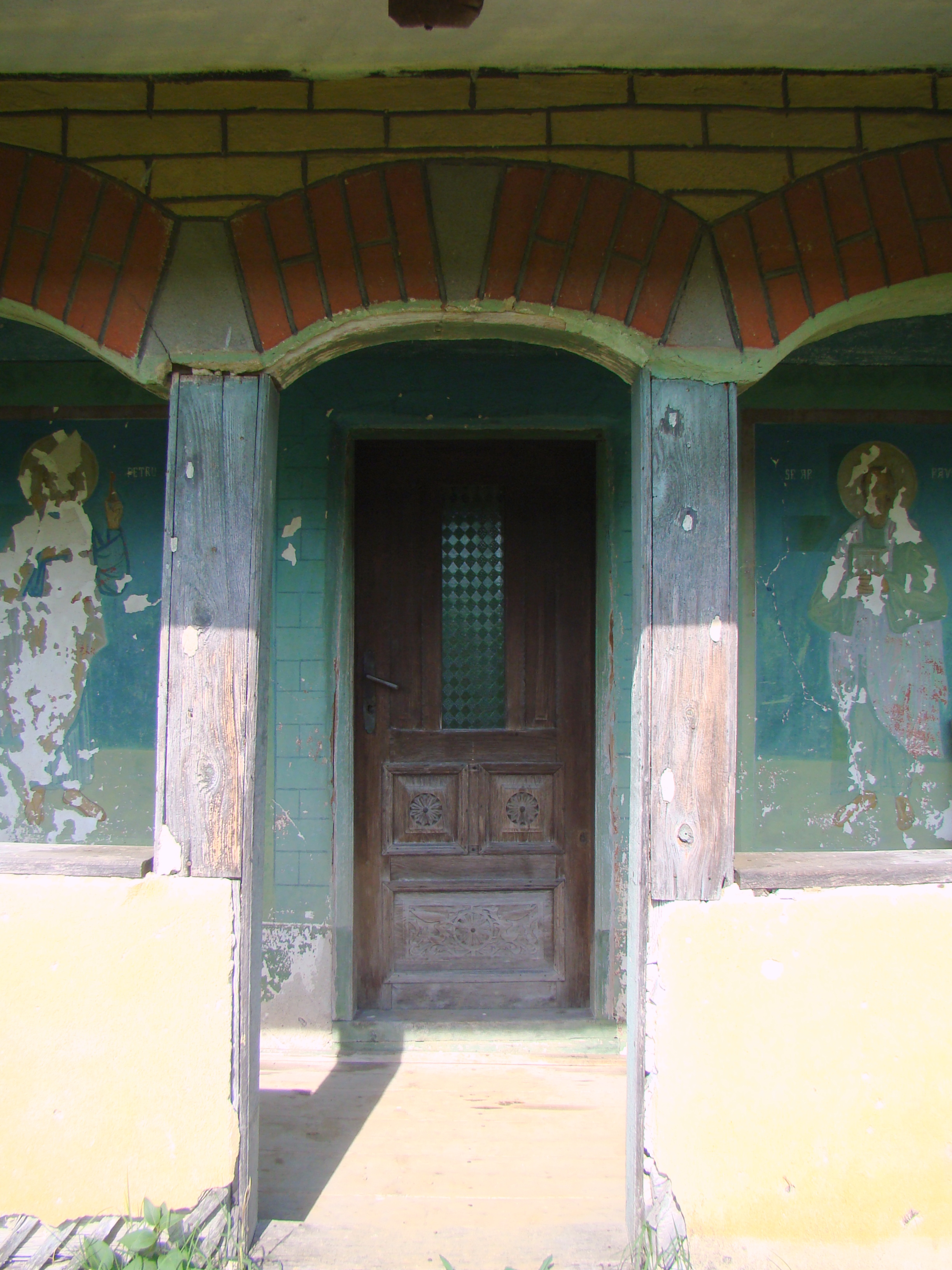
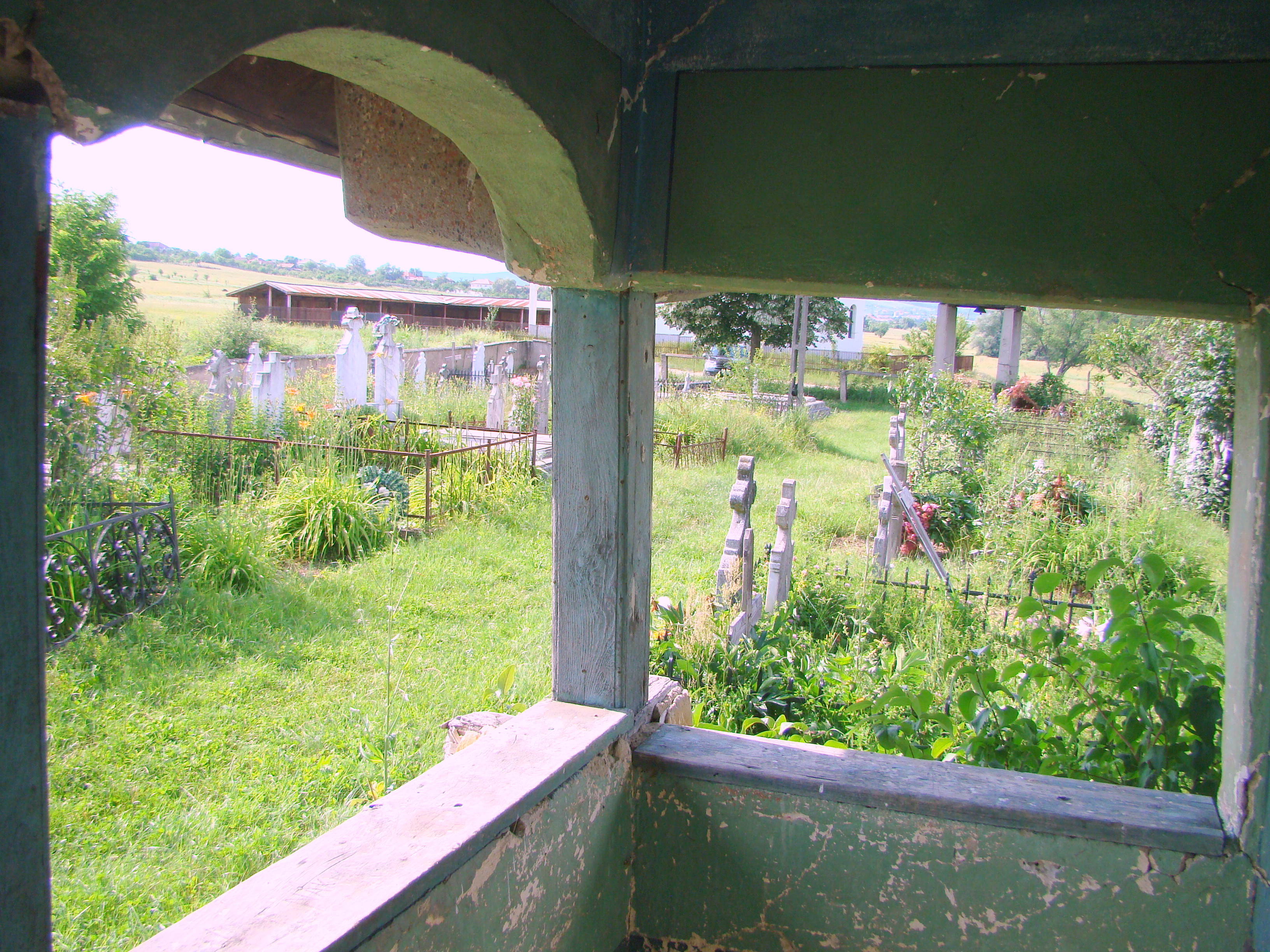
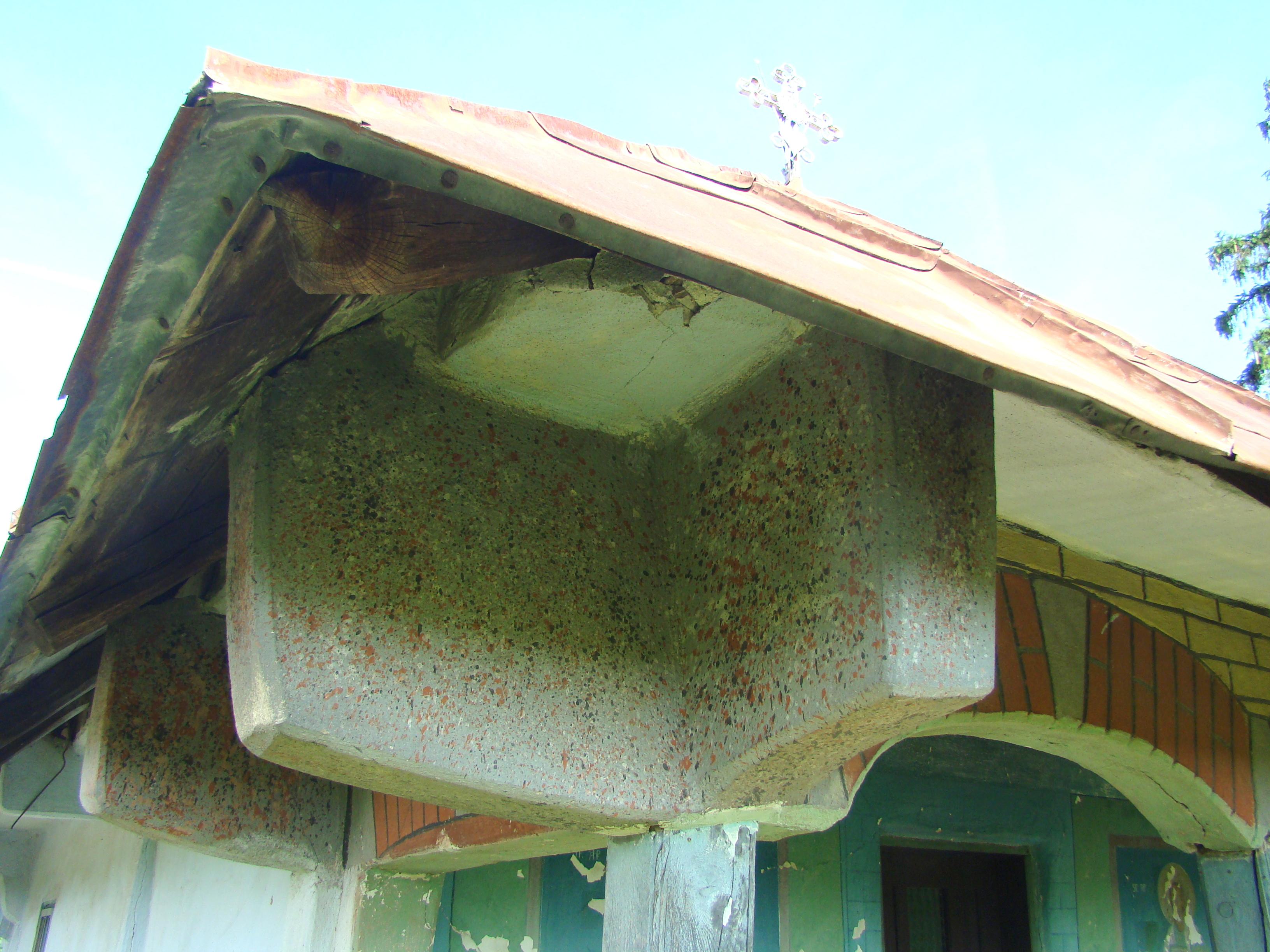
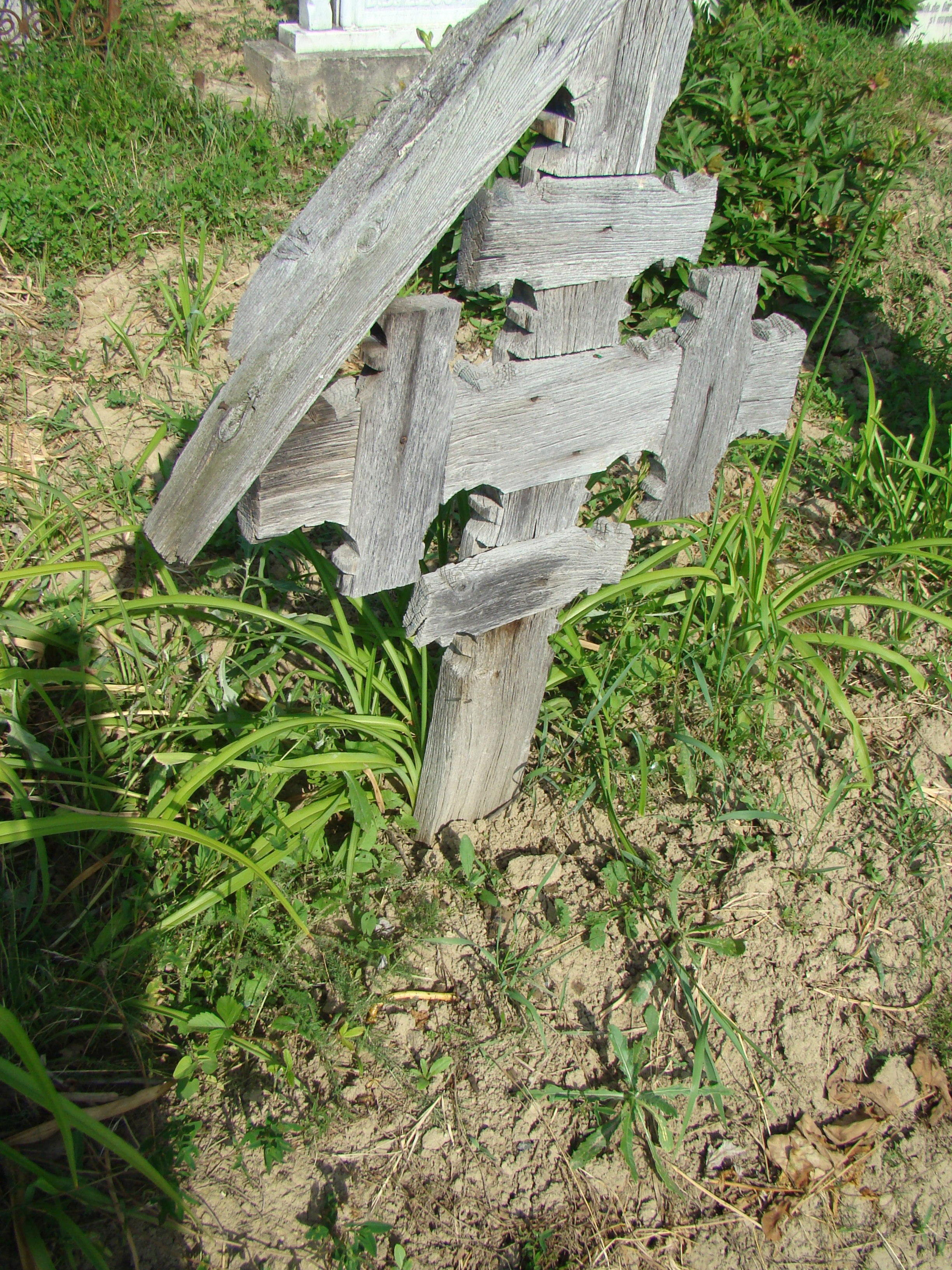
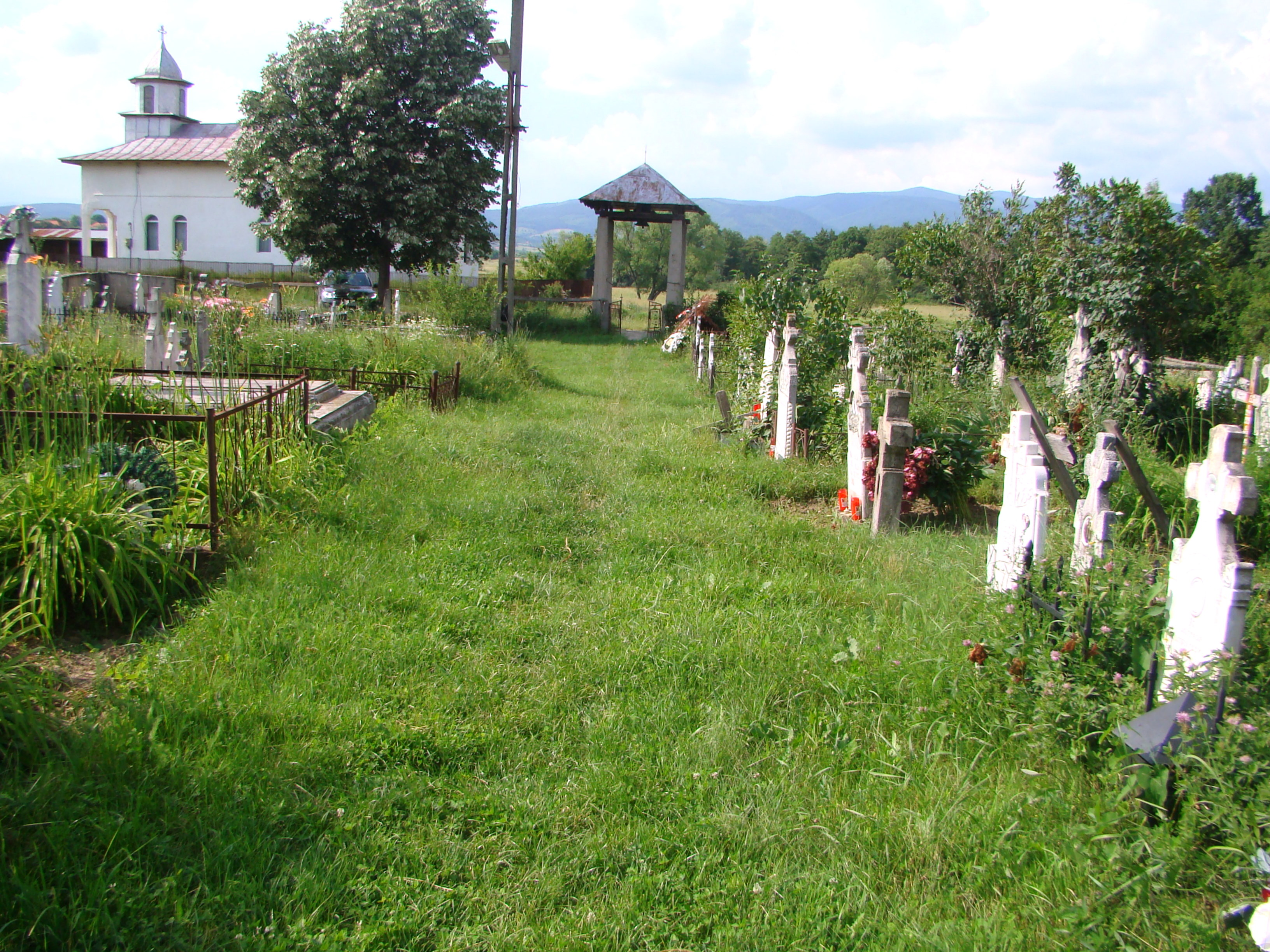
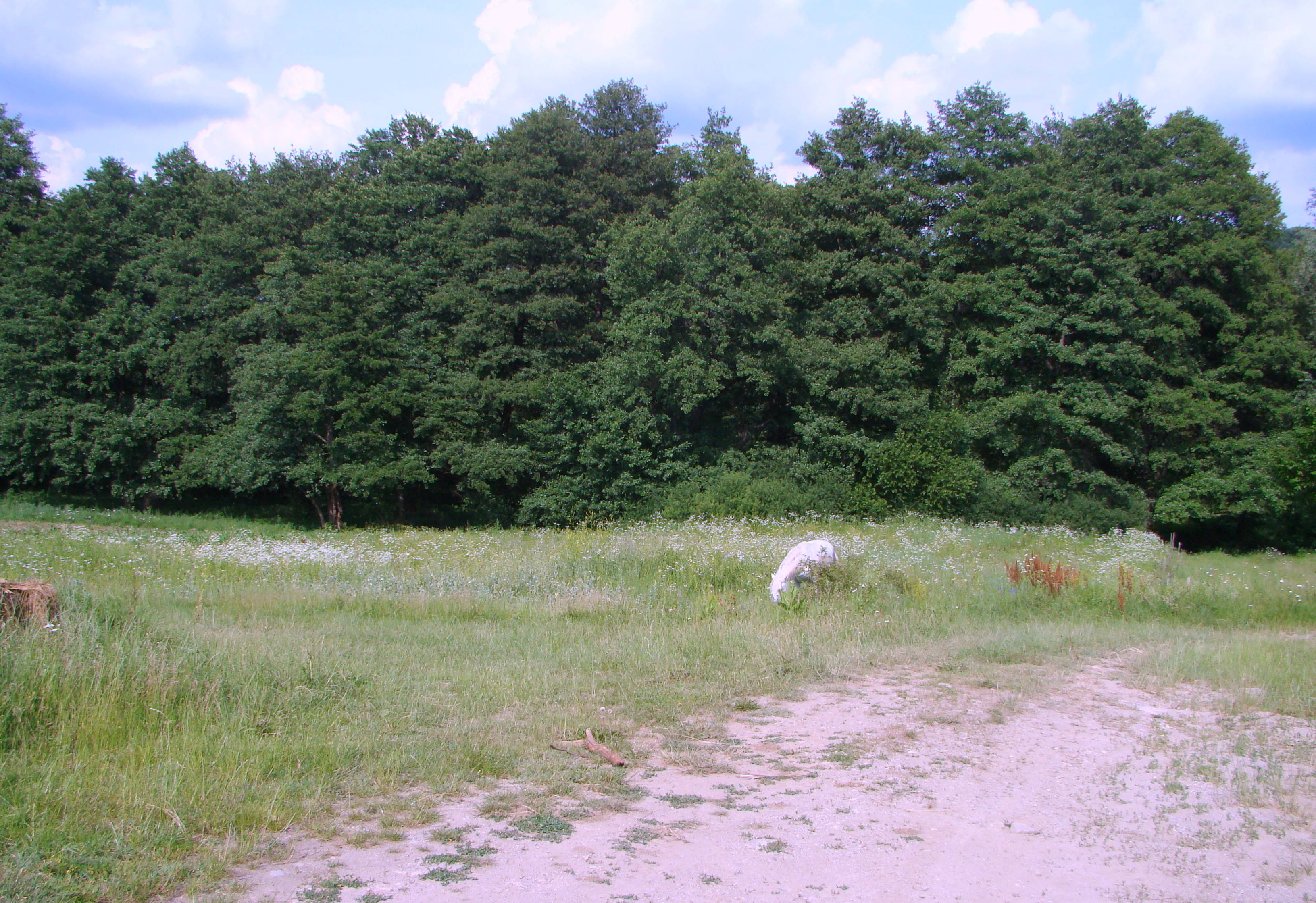
Împrejurimi